# Yorktown (Texas)
Yorktown è una città della contea di DeWitt, nello Stato del Texas, negli Stati Uniti. Secondo il censimento del 2020, possedeva una popolazione di 1 810 abitanti.

## Geografia fisica
Secondo l'Ufficio del censimento degli Stati Uniti, ha una superficie totale di 1,73 mi² (4,48 km²).

## Storia
Nel 1846 il capitano John York, un guerriero indiano e proprietario di terreni nel Texas meridionale, si spostò sul Coleto Creek nei pressi dell'odierna città. York e Charles Eckhardt, un mercante ed imprenditore edile di Indianola, progettarono la costruzione di un trading post e di un nuovo percorso che collegava Indianola a San Antonio. Molti immigrati tedeschi che usavano questo percorso, l'Old Indianola Trail, finirono per stabilirsi qui. Il capitano York morì nell'ottobre del 1848, mentre stava difendendo l'insediamento da un attacco degli indiani. Il 2 agosto 1854, dopo aver ottenuto l'atto costitutivo, la città venne chiamata così in suo onore. La città è stata riconosciuta nel 1871, anno in cui è stato aperto anche un ufficio postale. Nel 1886 la linea ferroviaria dell'Aransas Pass Railway è stata costruita un miglio a sud del centro abitato. Ci volle del tempo per spostare la città sulla linea ferroviaria, per un certo periodo il vecchio sito della comunità era chiamato Upper Yorktown.

## Società

### Evoluzione demografica
Secondo il censimento del 2020, la popolazione era di 1 810 abitanti. Al precedente censimento, quello del 2010, la popolazione era di 2 092 abitanti.

### Etnie e minoranze straniere
Secondo il censimento del 2020, la composizione etnica della città era formata dal 46,69% di bianchi, il 3,26% di afroamericani, lo 0,22% di nativi americani, lo 0,11% di asiatici, lo 0,06% di altre etnie e l'1,16% di due o più etnie. Ispanici o latinos di qualunque etnia erano il 48,51% della popolazione.